# Alain Schultz
Pour les articles homonymes, voir Schultz.
Alain Schultz est un footballeur suisse né le 17 février 1983. Il évolue au poste de milieu offensif.

## Biographie
Alain Schultz est sélectionné une fois dans l'équipe de Suisse des moins de 20 ans.
Il dispute 31 matchs en Super League avec le Grasshopper-Club Zurich.

## Carrière
- 2002-2003 :  FC Wohlen
- 2002-2004 :  FC Aarau
- 2004-2011 :  FC Wohlen
  - 2008-2010 :  Grasshopper Zürich (prêt)
- 2011-déc. 2014 :  FC Aarau
- depuis jan. 2015 :  FC Wohlen[1]